# 選民之聲黨
選民之聲黨（羅馬化：Holos，直译：“聲音”），或譯民意黨、聲音黨、體現烏克蘭在野民意黨，是烏克蘭親歐的自由主义政黨，在烏克蘭國會當中佔有席次。

## 歷史
在烏克蘭發生橙色革命、廣場革命後，仍有許多政見尚未實現。在2018上半年的民調當中，艾莎的海樂團主唱斯維亞托斯拉夫·瓦卡爾丘克約9-10%的民意支持。烏克蘭非政府研究機構Rating的調查中顯示64%選民希望瓦卡爾丘克參選總統。不過2018下半年出現支持度更有優勢的其他人選。瓦卡爾丘克在2018年10月表示，誰能夠翻轉政界生態，比起誰黨選總統還來得重要。在總統選舉前瓦卡爾丘克未支持任何一位候選人。
2019年5月16日，瓦卡爾丘克在基輔成立選民之聲黨，投入接下來的國會選舉。其主要政見包含建立e政府，改革司法體系，肅清貪腐，加入歐盟與北約。
2019年7月21日，選民之聲黨在國會424席中，在199選區中取得3席，在225席的比例代表中拿下17席，共20席。
2021年7月下旬，選民之聲黨開除7人代表黨籍議員的資格。
2021年9月，黨內路線分歧的11位成員另外籌組正義政治團體。

## 政治立场
选民之声党支持通过民主的方式将金钱与政治分离。在经济问题上，赞成对撤出的资本征税，建立土地市场，国有企业私有化，以及打击非法关税和税收方案。

## 該黨議員
- 斯坦尼斯拉夫·梅德维登科
- 基拉·魯迪克
- 因娜·索夫松
- 雅羅斯拉夫·熱列茲尼亞克

## 來源
1. ↑  （烏克蘭語） The Ministry of Justice registered the party of Vakarchuk （页面存档备份，存于）, Lb.ua (May 21, 2019)
2. ↑  （烏克蘭語） Interview of Kira Rudyk （页面存档备份，存于）, Obozrevatel (15 February 2021)
3. ↑  Levenson, Michael. . The New York Times. 2022-08-02  [2022-08-08]. ISSN 0362-4331. （原始内容存档于2022-08-10） （美国英语）.
4. ↑  Sabbagh, Dan. . The Guardian. 2022-06-12  [2022-08-08]. （原始内容存档于2022-11-09） （英语）.
5. ↑  Bowdler, Neil. . Radio Free Europe. 2019-06-25  [2022-08-08]. （原始内容存档于2022-08-24）.
6. ↑  Romaliyska, Iryna. . Radio Free Europe. 2022-06-04  [2022-08-08]. （原始内容存档于2022-11-22） （英语）.
7. ↑  Baker, Aryn. . Time. 2022-03-06  [2022-08-08]. （原始内容存档于2022-11-08） （英语）.
8. ↑  . Liga. 2019-05-28  [2022-08-08]. （原始内容存档于2019-07-11） （乌克兰语）.
9. ↑  . Facebook. 18 November 2020  [18 November 2020].
10. ↑  . www.cvk.gov.ua. 23 November 2020  [23 November 2020]. （原始内容存档于2015-11-13） （乌克兰语）.
11. ↑  .   [2023-06-25]. （原始内容存档于2023-06-25）.
12. ↑  Ruslan Kermach. . 2019-05-31  [2022-06-25]. （原始内容存档于2021-04-13） （德语）.
13. ↑  . 烏克蘭真相報. 2019-03-01  [2022-06-25]. （原始内容存档于2019-03-27） （乌克兰语）.
14. ↑  Simone Brunner. . 2019-07-14  [2022-06-25]. （原始内容存档于2022-06-25） （德语）.
15. ↑  Альона Мазуренко. . 烏克蘭真相報. 2021-07-29  [2022-06-25]. （原始内容存档于2022-06-11） （乌克兰语）.
16. ↑  . 2021-09-07  [2022-06-25]. （原始内容存档于2022-02-15） （乌克兰语）.
17. ↑   [Svyatoslav Vakarchuk介绍了新的政党“选民之声”：主要目标和政治纲领]. The direct channel. 2019-05-16  [2019-06-16]. （原始内容存档于2019-06-16） （乌克兰语）.
18. ↑   [变革之声：选民之声党的政治纲领] (PDF).   [2020-06-13]. （原始内容 (PDF)存档于2022-03-10） （乌克兰语）. Держава для людини, а не громадянин для чиновника (p.11)
19. ↑  . 24 Канал.   [2022-06-25]. （原始内容存档于2022-06-25） （乌克兰语）.